# 福田須磨子
福田 須磨子（ふくだ　すまこ、1922年3月23日 - 1974年4月2日）は、日本の詩人・エッセイスト・作家。長崎原爆の被爆者である。原子爆弾の後遺症や生活の困窮を抱えながら、原子爆弾の非人道性を訴えた。

## 生涯

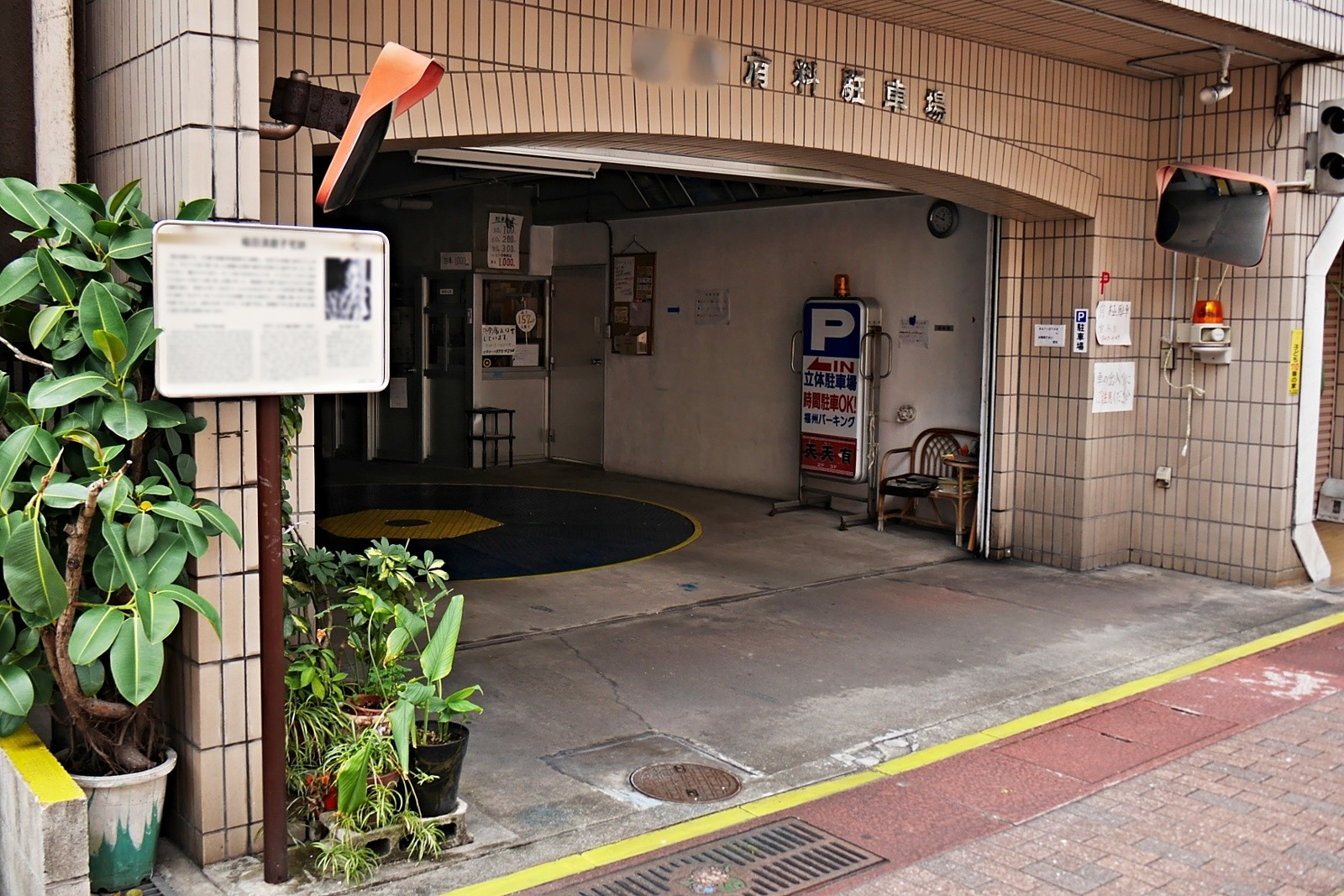
長崎市浜口町の福田須磨子の実家跡と案内板

1922年（大正11年）3月23日、長崎県長崎市浜口町で青果商を営む父・福田猶次郎、母・サキの5人兄妹の末娘として生まれる。兄二人は須磨子の幼少期に相次いで亡くなっている。
1938年（昭和13年）、長崎県立長崎高等女学校を卒業。その後はタイピスト学校に通い同年5月に三菱電機長崎製作所に就職したが、半年ほどで退社。1939年（昭和14年）9月、高浜村尋常小学校の代用教員となる。村在住の一詩人の影響を受け文学に興味を持つ1941年（昭和16年）、高浜村の元同僚と結婚するも、2年後に離婚し浜口町の実家に帰る。
1942年（昭和17年）、短歌会「青い港」「アララギ」に入会。1944年、長崎師範学校の会計課に就職。1945年（昭和20年）8月9日、勤務先で被爆。同居していた父母と長姉は自宅（爆心地から約0.6Kｍ）で被爆死。
1946年（昭和21年）、高熱・疲労感・脱毛の症状が出る。1952年（昭和27年）再婚（10年後の1962年に離婚）。1955年（昭和30年）4月、紅斑症（エリテマトーデス）を発症。同年8月、朝日新聞に平和祈念像建設に疑問を投げかけた詩「ひとりごと」が掲載され大きな反響を受ける。これをきっかけに「長崎生活をつづる会」に入会。10月、長崎市立市民病院に入院。
1956年（昭和31年）、ガリ版刷りの詩集『詩と随想・ひとりごと』を上梓。1958年（昭和33年）に第二詩集『原子野』（現代社）を刊行。1960年（昭和35年）日米安保闘争以後、原水爆禁止運動に積極的に関わるようになる。1963年（昭和38年）、第三詩集『烙印』を刊行した。
1968年（昭和43年）、自伝小説『われなお生きてあり』を出版し、翌年第9回田村俊子賞を受賞。同年、リハビリのために大阪府の星ケ丘病院に入院。1970年（昭和45年）3月、大阪府四条畷市へ転居する。同年「便宜結婚」と称し三度目の結婚をするも3年後に離婚
。大阪での入院生活は、結婚して大阪に移り住んでいた次姉豊後レイコが見守った。
1973年（昭和48年）10月、長崎市に一時帰省。1974年（昭和49年）1月、大阪の豊中市民病院に入院。以後入退院をくり返し、4月2日深夜、52歳で死去。

## 没後の顕彰

平和公園内にある詩碑

1975年（昭和50年）7月、「福田須磨子を偲ぶ会」が結成される。1975年（昭和50年）8月2日、長崎市の爆心地公園に詩碑が建立された。毎年、命日である4月2日に爆心地公園にある詩碑前で「福田須磨子忌の集い」が開かれている。

## 没後50年の集い
2024年4月2日、長崎市において国立長崎原爆死没者追悼平和祈念館で「没後50年の集い」が開催された。講演、詩の朗読、詩に曲を付けた歌の披露などがあった。このあと、爆心地公園にある詩碑の前に集い、黙とうし花を手向けた。

## 「令和6年　長崎平和宣言」にて
2024年8月9日、長崎県長崎市松山町にある平和公園の平和祈念像前で行われた被爆79周年長崎原爆犠牲者慰霊平和祈念式典 の中で長崎市長鈴木史朗は、福田須磨子の詩を引用して長崎平和宣言を行った。

## 著書
- 『原子野』現代社、1958年
- 『烙印』長崎原爆被災者協議会、1963年
- 『生きる』（被爆後二十年の生活記録）長崎原爆被災者協議会、1965年
- 『われなお生きてあり』筑摩書房、1968年
- 長崎の証言の会（編）『原子野に生きる 福田須磨子集』汐文社《長崎の証言双書 1》、1989年

## 編著等
- 『長崎の証言　第4集』長崎の証言刊行委員会、1972年
- 長崎原爆青年乙女の会（編）『もういやだ』第1集復刻版、あゆみ出版、1970年